# Jack Jaselli
Jack Jaselli, pseudonimo di Giacomo Jaselli (Milano, 25 giugno 1980), è un cantautore e chitarrista italiano.

## Biografia

### “It’s Gonna Be Rude, Funky, Hard”, “I Need The Sea Because It Teaches Me” e i live con i Negramaro
Nel 2010 esce “It’s Gonna Be Rude, Funky, Hard” registrato in una cantina e promosso dal vivo con più di 80 date l’anno, entrando con tre singoli nella classifica Ear one dei brani più trasmessi dalle radio. Nel 2013 esce “I Need The Sea Because It Teaches Me”, minialbum acustico registrato in trio interamente dal vivo, in una casa scavata negli scogli a picco sul Mar Ligure. Nel luglio 2013 Jack Jaselli vince il Cornetto Summer Of Music Tour Negramaro Contest, che gli ha dato l’opportunità di aprire i concerti dei Negramaro nello Stadio Meazza di San Siro e nello Stadio Olimpico, davanti a 80.000 persone.

### "Monster moon" e le collaborazioni nazionale e internazionali
Nel 2016 esce “Monster Moon” disco registrato ai FonogenicStudios di Los Angeles, prodotto da Ran Pink e preceduto dal singolo “The End”, con un ottimo riscontro nelle radio. Nello stesso anno Jack Jaselli lavora insieme a Lorenzo Jovanotti a due brani che faranno parte della colonna sonora de “L’Estate Addosso” di Gabriele Muccino. Uno di questi è “Welcome To The World” scelto come singolo per rappresentare la colonna sonora del film e incluso nel repack di “Monster Moon”. Il video del singolo viene girato in California dallo stesso Gabriele Muccino. Tra il 2016 e il 2017 collabora con Gue Pequeno a una sessione acustica di alcuni brani che verranno pubblicati nella versione bonus del suo album e nello stesso anno con Elodie per cui scrive il brano “La Differenza” e Danti con cui compone e interpreta il singolo “Solo Per Te”. Il cantautore milanese ha suonato al fianco di artisti del calibro di Ben Harper, Gavin DeGraw, Xavier Rudd, Lee Ranaldo, Fink, Lewis Floyd Henry, The Heavy, Giusy Ferreri, Alberto Camerini e Jack Savoretti. Inoltre, dato il suo interesse alle contaminazioni con la musica elettronica, Jack Jaselli ha collaborato con artisti e produttori come Dj Aladyn e Pink Is Punk.

### "Torno a casa" e la scelta di cantare in italiano
Nel 2017 iniziano le registrazioni del primo album in italiano prodotto da Max Casacci e ad ottobre dello stesso anno esce il primo singolo “In Fondo Alla Notte”. Nel dicembre 2017 partecipa al format “Due Di Uno” su Fox Sports insieme a Michele Dalai facendo da controparte musicale alla narrazione. Nel marzo 2018 esce il secondo singolo “Nonostante Tutto” il secondo singolo in italiano di Jack Jaselli, composto a 76 mani insieme alle detenute del carcere femminile della Giudecca di Venezia. “Nonostante Tutto” non è solo un brano ma è anche un documentario scritto, interpretato e narrato dal cantautore milanese trasmesso sul canale televisivo Real Time (ora disponibile on line) che racconta la peculiare genesi della canzone e documenta le registrazioni dei cori delle ragazze effettuate all’interno del carcere insieme a Max Casacci. L’estate del 2018 viene dedicata al tour e a luglio Jack Jaselli partecipa al Premio Bindi ricevendo la “Targa Giorgio Calabrese” come Migliore Autore. L’autunno del 2018 segna l’uscita di “Torno A Casa”, il primo lavoro in italiano di Jack Jaselli, prodotto da Max Casacci e registrato agli Andromeda Studios di Torino.

## Discografia

### Album in studio
- 2010 – It’s Gonna Be Rude, Funky, Hard
- 2013 – I Need The Sea Beacuse It Teaches Me
- 2016 – Monster Moon
- 2018 – Torno A Casa

### Singoli
- 2009 – The House In Bali
- 2010 – Could You Be Loved
- 2011 – I Want You
- 2012 – I’ll Call You
- 2013 – Ocean 5 AM
- 2013 – Christopher Columbus
- 2016 – The End
- 2016 – Welcome To The World
- 2017 – In Fondo Alla Notte
- 2018 – Nonostante Tutto
- 2018 – Balla
- 2020 - Ultimo Addio

### Colonne sonore
- 2016 – L’Estate Addosso (original motion picture soundtrack)

### Collaborazioni e Duetti
- 2016 – Welcome to the world (coautore e interprete), duetto cantato con Jovanotti, contenuto nell'album L'estate addosso (Original Motion Picture Soundtrack)
- 2016 – Feel the Summer on My Skin (coautore e interprete) duetto contato con Jovanotti, contenuto nell'album L'estate addosso (Original Motion Picture Soundtrack)
- 2016 – Squalo (coautore e interprete), duetto cantato con Gué Pequeno, contenuto nell'album Vero - Royale Edition
- 2016 – Eravamo re (coautore e interprete), duetto cantato con Gué Pequeno, contenuto nell'album Vero - Royale Edition
- 2016 – Fuori orario (interprete), duetto cantato con Gué Pequeno, contenuto nell'album Vero - Royale Edition
- 2016 – La differenza (autore), brano scritto per Elodie e contenuto nell'album Tutta colpa mia
- 2017 – Solo per te (coautore e interprete), duetto cantato con Danti

## Riconoscimenti
- 2013 – Cornetto Summer Of Music Tour Negramaro Contest[7]

## Televisione
- Due di uno (Sky Sports, 2018)
- Nonostante tutto documentary (Real Time, 2018)